# اریاته
اریاته (به اسپانیایی: Arriate) یکی از دهستان‌های اسپانیا است که در اندلس واقع شده‌است.

## خصوصیات
اریاته ۸٫۲۷ کیلومترمربع مساحت و ۴٬۰۷۵ نفر جمعیت دارد و ۶۰۳ متر بالاتر از سطح دریا واقع شده‌است.